# Baltic League (piłka nożna)
Baltic League – liga piłkarska istniejąca w latach 2007-2011, w której grały po 4 najlepsze drużyny z państw Bałtyckich (Litwa, Łotwa, Estonia). Pierwsza edycja tego pucharu została rozegrana w roku 2007 i była to odpowiedź na Duńsko-Norwesko-Szwedzką Royal League.

## Wyniki w sezonie 2007
Grupa A:
1.  FBK Kaunas (3-1-0) 10 pkt

2.  Trans Narwa (2-1-1) 7 pkt

3.  Dinaburg Dyneburg (0-0-4) 0 pkt*

* - zespół został wykluczony
Grupa B:
1.  FK Ventspils (3-1-0) 10 pkt

2.  FK Ekranas (1-2-1) 5 pkt

3.  FC TVMK (0-1-3) 1 pkt
Grupa C:
1.  Liepājas Metalurgs (2-2-0) 8 pkt

2.  FK Žalgiris Vilnius (1-2-1) 5 pkt

3.  FC Levadia Tallinn (0-2-2) 2 pkt
Grupa D:
1.  Skonto Riga (2-2-0) 8 pkt

2.  FK Vėtra (1-2-1) 5 pkt

3.  FC Flora Tallinn (1-0-3) 3 pkt
Ćwierćfinały:
1a.  FK Žalgiris Vilnius -  FBK Kaunas 1:9 (1:4) Adrian Mrowiec bramka na 1:6 (52')

1b.  FBK Kaunas -  FK Žalgiris Vilnius 1:1 (0:1)

2a.  FK Vėtra -  FK Ventspils 0:0

2b.  FK Ventspils -  FK Vėtra 4:2 (1:1)

3a.  Liepājas Metalurgs -  Trans Narwa 4:1 (1:1)

3b.  Trans Narwa -  Liepājas Metalurgs 2:1 (2:1)

4a.  Skonto Riga -  FK Ekranas 1:2 (0:1)

4b.  FK Ekranas -  Skonto Riga 0:0
Półfinały:
1a.  FBK Kaunas -  FK Ventspils 0:0

1b.  FK Ventspils -  FBK Kaunas 1:0 (0:0)

2a.  Liepājas Metalurgs -  FK Ekranas 6:1 (4:0)

2b.  FK Ekranas -  Liepājas Metalurgs 2:2 (1:0)
Finał:
1a.  FK Ventspils -  Liepājas Metalurgs 1:3 (0:2) [ Kristaps Grebis 75' - Antonio Ferreira 3', Ģirts Karlsons 38', Genādijs Soloņicins 78' ]

Ventspils: 16. Vaņins Andris, 4. Dubenskis Zahars, 7. Zangarejevs Sergejs, 8. Kačanovs Deniss, 9. Rimkus Vits (61' 15. Grebis Kristaps), 10. Mentešašvili Zurabs, 13. Sļesarčuks Igors, 14. Ziziļevs Mihails, 17. Ndeki Žans-Pols, 23. Butriks Andrejs (71' 25. Koļesņičenko Vladimirs), 22. Cilinšeks Saša (45' 2. Soleičuks Aleksejs)

Metalurgs: 31. Spole Viktors, 3. Kļava Oskars, 4. Zirnis Dzintars, 5. Ferreira Antonio, 6. Ivanovs Deniss, 8. Bleidelis Imants, 10. Andrejs Rubins (72' 13. Surņins Pāvels), 15. Soloņicins Genādijs, 16. Miceika Darius, 20. Karlsons Ģirts, 22. Kamešs Vladimirs (78' 2. Žuravļovs Andrejs)

1b.  Liepājas Metalurgs -  FK Ventspils 5:1 (1:1) [ Ģirts Karlsons 35', 66', 75', Genādijs Soloņicins 49', Deniss Ivanovs 78' - Igors Savčenkovs 41' ]

Metalurgs: 31. Spole Viktors, 3. Kļava Oskars, 4. Zirnis Dzintars (71' 13. Surņins Pāvels), 5. Ferreira Antonio, 6. Ivanovs Deniss, 8. Bleidelis Imants, 9. Tamošauskas Tomas, 15. Soloņicins Genādijs, 16. Miceika Darius (46' 10. Rubins Andrejs), 20. Karlsons Ģirts, 22. Kamešs Vladimirs (71' 2. Žuravļovs Andrejs)

Ventspils: 16. Vaņins Andris, 27. Kačanovs Deniss, 2. Soleičuks Aleksejs (61' 21. Gončars Artjoms), 12. Savčenkovs Igors, 22. Ziziļevs Mihails, 4. Lazdiņš Artis, 11. Koļesņičenko Vladimirs, 6. Misikovs Aleksandrs (46' 13. Sļesarčuks Igors), 23. Butriks Andrejs, 15. Grebis Kristaps (75' 10. Dedovs Aleksandrs), 7. Zangerejevs Sergejs

### Nagrody w 2007
1. Bramkarz roku:  Mihkel Aksalu ( FC Flora Tallinn)
2. Obrońca roku: b/d
3. Pomocnik roku: b/d
4. Napastnik roku: b/d
5. Młody piłkarz roku: b/d

### Król strzelców 2007
- Ģirts Karlsons ( Liepājas Metalurgs)

Źródło:

## Wyniki w sezonie 2008
Źródło:

## Wyniki w sezonie 2009
Źródło: